# Kara Wolters
Kara Wolters, född den 15 augusti 1975 i Holliston, Massachusetts, är en amerikansk basketspelare som tog OS-guld 2000 i Sydney. Detta var USA:s andra OS-medalj i dambasket i rad. Wolters var även med och tog OS-guld 1996 i Atlanta.

## Klubbhistorik
- Houston Comets (1999)
- Indiana Fever (2000)
- Sacramento Monarchs (2001–2002)